# Nowa Korytnica
Nowa Korytnica (niem. Neu Körtnitz) – osada w Polsce położona w województwie zachodniopomorskim, w powiecie choszczeńskim, w gminie Drawno. W latach 1975–1998 miejscowość administracyjnie należała do województwa gorzowskiego. 

## Historia
Jednym z poważniejszych problemów dawnych leśników była obrona lasu przed pożarem. W pierwszych latach XX wieku powstała sieć wież – dostrzegalni przeciwpożarowych, na których latem utrzymywano dyżury obserwatorów. W latach 30. istniały np. takie wieże: na Chłopskiej Górze k. Jeleni, między Sitnicą a jez. Ostrowieckim, w Starym Osiecznie, koło jeziora Marta, koło Kalisza Pomorskiego oraz na zachód od Golina. Dziś zachowały się po nich tylko fundamenty. Elementem dawnego systemu zapobiegania dużym pożarom były też pozbawione drzewostanu pasy kilkunastometrowej szerokości, na których miał zatrzymać się ewentualny ogień. Chociaż zalesione brzozą, do dziś są widoczne w krajobrazie, zwłaszcza na obszarze między Głuskiem a Dominikowem i Nową Korytnicą.
Zobacz też: Nowa Studnica (historia administracyjna Nowej Korytnicy)

## Turystyka
Miejscowość ma niezwykle korzystne walory turystyczne, przez które przyciąga dziesiątki odwiedzających tygodniowo w sezonie maj - wrzesień. Część przyjezdnych stanowią biwakowicze z pola biwakowego "Szuwarek", jednak większością turystów są Kajakarze przypływający tu kajakami na nocleg. Pojawiają się tu oni w grupach nawet 50 osób dzięki spływom kajakowym na rzece Korytnica. Po 18 kilometrach trasy oczom kajakarzy ukazuje się 100-hektarowe jezioro Nowa Korytnica, otoczone zwartym drzewostanem. Od tej pory nurt staje się coraz szybszy, a lasy Puszczy Drawskiej towarzyszą Korytnicy nieodłącznie aż do końca spływu. Zanim to jednak nastąpi, należy przygotować się na dwa przystanki w celu przeniesienia kajaków: stopień wodny w osadzie Sówka oraz elektrownię wodną w Jaźwinach. Ostatnie dwa kilometry spływu wiodą pośród bukowego starodrzewu, a następnie pod mostem na drodze z Drawna do Głuska, który jest jednocześnie granicą Drawieńskiego Parku Narodowego. Koniec szlaku ma miejsce przy połączeniu wód Korytnicy i Drawy.

### Most na rzece Korytnicy
Nowoczesny most na rzece Korytnicy w pilskim Nadleśnictwie Kalisz Pomorski w niemal 90 proc. został zbudowany z materiałów naturalnych 4 września 2020 roku. Budowa przeprawy niemal w całości została sfinansowana z funduszu leśnego.

### Pomost na jeziorze
Na jeziorze Nowa Korytnica w miejscowości o bliźniaczej nazwie znajduje się jedyny pełnowymiarowy pomost drewniany dla ludzi.

## Geografia
Osada leży ok. 8,5 km na północny wschód od Niemieńska, w pobliżu jeziora Nowa Korytnica. W roku 2007 osada liczyła pięciu mieszkańców. Osada wchodzi w skład sołectwa Niemieńsko. Najbardziej na wschód położona miejscowość zarówno gminy, jak i powiatu. na terenie Nowej Korytnicy leży leśniczówka Korytnica